# Michael M. Thackeray
Michael Makepeace Thackeray ist ein Chemiker und Batterieforscher, der seit 1994 am Argonne National Laboratory tätig ist. Er hat sich vor allem wegen seiner Beiträge zur Verwendung von Spinellmaterialien in Lithium-Ionen-Akkumulatoren verdient gemacht.
Thackeray wurde an der Universität Kapstadt in Südafrika zum Chemiker ausgebildet und wurde dort promoviert. Mehrfach arbeitete er für die südafrikanische Forschungsorganisation CSIR: von 1973 bis 1977 als Forscher im Nationalen Physiklabor in Pretoria, 1983–1987 als Gruppenleiter in der Keramikabteilung, 1988–1994 in leitender Stellung in der Batterieforschung.
1981–82 arbeitete er bei John Goodenough als Post-Doktorand an der University of Oxford; auch 1985 war er wieder als wissenschaftlicher Gast in Oxford.
Seit 1994 arbeitet er im Argonne National Laboratory in Illinois, USA. Dort leitet er eine Gruppe zur elektrochemischen Energiespeicherung.

## Werk und Ehrungen
Thackeray hat über 180 Arbeiten veröffentlicht, die auch häufig zitiert werden. Er hat über 25 Patente erhalten.
Er hat viele Auszeichnungen erhalten, darunter einen Forschungspreis der Batterieabteilung der Electrochemical Society. Für 2016 wurde ihm der E. V. Murphree Award in Industrial and Engineering Chemistry zugesprochen. 2021 wurde Thackeray in die National Academy of Engineering gewählt, 2022 in die Royal Society.
Zu den von Thackeray entdeckten und untersuchten Materialien gehören Lithiummanganoxide mit Spinellstruktur. Eine Variante dieses Materialtyps wird z. B. auf der Pluspolseite (Kathode bei der Entladung) der Batterie im Opel Ampera verwendet.
Hydro-Québec arbeitet an der Nutzung eines Lithiumtitanatspinells als Anodenmaterial, das von Thackeray 1994 patentiert wurde.